# Hermann Diener (Historiker)
Hermann Diener (* 25. Dezember 1925 in Heidelberg; † 18. Januar 1988 in Rom) war ein deutscher Historiker und Diplomatiker.

## Leben und Wirken
Diener war ein Enkel des in der ersten Hälfte des zwanzigsten Jahrhunderts bedeutenden Historikers Karl Hampe. Nach dem Abitur wurde er im Zweiten Weltkrieg zum Wehrdienst einberufen. 1945 wurde er aus der Kriegsgefangenschaft entlassen und studierte danach mit Unterbrechungen in Heidelberg und Freiburg. 1955 wurde er bei Gerd Tellenbach zum Dr. phil. mit dem Thema Studien zur Geschichte Clunys in der Zeit seines Abtes Hugo (1049–1109) promoviert. Die nächsten drei Jahre arbeitete er am Ortsregister zum Repertorium Germanicum. Daraufhin wurde er im April 1958 ans Deutsche Historische Institut nach Rom als Institutsassistent berufen. Dort wurde ihm die Bearbeitung des fünften Bandes des Repertorium Germanicum zur Amtszeit von Papst Eugen IV. von 1431 bis 1447 übertragen. Diener verstand sich immer eher als Archivar und veröffentlichte wenige seiner Forschungen.  Dazu suchte er auch außerhalb Roms, teilweise unterstützt von Hilfskräften, sämtliches auffindbare Material in Archiven und Bibliotheken.
Nicht nur sein Nachlass (im Deutschen Historischen Institut in Rom) zeigt, dass Diener umfangreich und viel gearbeitet hat. In einem Nachruf bedauert Reinhard Elze, dass er offenbar kein großes Bedürfnis hatte, seine Forschungen durch Publikationen bekannt zu machen, obwohl er unter Fachkollegen mit seinem umfangreichen Wissen und immer wieder neuen Fragestellungen, für deren Beantwortung er im vatikanischen Archiv Quellen gefunden hatte, obwohl es dazu noch keine Literatur gab, oft Begeisterung erweckte. Über dreißig Jahre forschte er fast täglich in dem Archiv und gehörte zu den besten Kennern desselben. Sein Rat war auch bei den dort angestellten Beamten gefragt. Erst gegen Ende seiner wissenschaftlichen Laufbahn hat er in Vorträgen einige vorläufige Ergebnisse seiner Forschung mitgeteilt, die dann auch (teilweise posthum) veröffentlicht wurden.
Während seiner Tätigkeit ergab es sich, dass er de facto die Oberleitung über die Anfertigung des gesamten Repertoriums hatte. Dazu gehörte auch der Abschluss der Arbeiten und der Druck des vierten Bandes über Papst Martin V. Ab 1962 verzögerte sich der Druck durch Differenzen mit dem Weidmann-Verlag. Nachdem 1975 der Vertrag mit diesem gekündigt war, mussten die vor Jahren druckfertigen Manuskripte überarbeitet werden, insbesondere da Diener ab 1969 schon erkannt hatte, dass die Indices der Werke aufgrund der Möglichkeiten durch die elektronische Datenverarbeitung überarbeitet werden mussten. Die Lösung der dadurch entstehenden Probleme, wofür sich Diener intensiv einsetzte, wurde erst nach seinem Tod gefunden.
Diener wurde 1980 zum ordentlichen Mitglied der Commission Internationale de Diplomatique berufen. 1984 wurde er zum korrespondierenden Mitglied der Societä Romana di Storia Patria gewählt. Das Bundesverdienstkreuz am Bande wurde ihm 1986 verliehen. Er verstarb 1988 nach langer Krankheit. Der von ihm hauptsächlich bearbeitete fünfte Band des Repertorium Germanicum erschien erst 2004 nach weiteren Bearbeitungen durch Brigide Schwarz.

## Schriften (Auswahl)
Ein Schriftenverzeichnis erschien in: Quellen und Forschungen aus italienischen Archiven und Bibliotheken 68, 1988, S. XXIX–XXXI (online)
- Repertorium Germanicum. Band 5: Verzeichnis der in den Registern und Kameralakten Eugens IV. vorkommenden Personen, Kirchen und Orte des Deutschen Reiches, seiner Diözesen und Territorien. Band 1 bis 3, Niemeyer-Verlag, Tübingen 2004.
- Die grossen Registerserien im Vatikanischen Archiv. Sonderausgabe. Niemeyer-Verlag, Tübingen 1972, ISBN 3-484-80067-4.